# Strada europea E86
La E86 è una strada europea che collega Krystallopigi a Gefyra. Come si evince dalla numerazione, si tratta di una strada intermedia con direzione ovest-est.

## Percorso
La E86 è definita con i seguenti capisaldi di itinerario: "Krystallopigi - Florina - Vevi - Gefyra".